# Alien surfer girls
 Der er for få eller ingen kildehenvisninger i denne artikel, hvilket er et problem. Du kan hjælpe ved at angive troværdige kilder til de påstande, som fremføres i artiklen.

Alien surfer girls (originaltitel: Lightning Point) er en australsk ungdoms-tv-serie, der er optaget omkring Gold Coast (Australien) i 2011. Serien består af 26 afsnit på hver 23 minutter. I nogle lande som USA er serien kendt som Alien Surf Girls.

## Seriens baggrund
To rumvæsner fra planeten Lumina, Zoey og Kiki, mister deres rumskib i den australske badeby Lightning Point. De ligner umiddelbart almindelige teenagepiger og har derfor mulighed for at indgå i det lokale samfund. De kontakter den lokale pige, Amber, som holder dem skjult. Men hele byen er fyldt af rygter om ufo-observationer, og snart indser pigerne, at de ikke kan være de første intergalaktiske besøgende på planeten Jorden. 

## Personer

### Amber Mitchell
Amber er vokset op i Lightning Point, og hendes liv har været temmelig normalt, indtil Zoey og Kiki henvendte sig til hende for at få hjælp. De to fremmede er usædvanlige, uforudsigelige og helt uvidende om, hvordan de skal tilpasse sig på Jorden. Trods Ambers bestræbelser på at hjælpe dem med at holde lav profil, er det som om Zoey og Kiki tiltrækker sig opmærksomhed overalt, hvor de færdes. Amber bor sammen med sin mor, der er politibetjent, og deres hund, Piper. Hun er bedste venner med Luca, men hun deler ikke hans besættelse af rumvæsner. Når hun ikke hjælper Zoey og Kiki med, hvordan de skal opføre sig mere menneskeligt, underviser Amber de små børn i at surfe. Hun spilles af Philippa Coulthard.

### Zoey
Zoey er smartere, vildere og mere impulsiv end de fleste mennesker, så hun falder ikke ligefrem i med mængden. Hun ønsker at have kontrol over enhver situation, men det er svært på en uvant planet. Zoey er konkurrenceorienteret, og hun kan ikke modstå en udfordring, så når hun surfer, presser hun sig til grænsen på bølgerne. Hun tiltrækker hurtigt interesse fra Brandon, den lokale surferstjerne, og får derved hans kæreste, Madison, som modstander. Zoey spilles af Lucy Fry.

### Kiki
Kiki er følsom og nysgerrig. Hun er fascineret af Lightning Point og ønsker at opleve alt det, stedet har at tilbyde. Hun elsker at være i kontakt med naturen (især på et surfbræt) og at kende de lokale væsener, mennesker og andre skabninger. Hun ønsker at forstå, hvad det egentlig betyder at være menneske. Kiki føler ofte hjemve til Lumina, men da hun begynder at falde for Ambers bedste ven, Luca, indser hun, at det at opholde sig på Jorden lidt længere tid måske ikke er så slemt. Hun spilles af Jessica Green.

### Brandon Benedict
Brandon er udadvendt, populær og en slags lokal berømthed. Han er den bedste surfer i byen, men Zoeys ankomst i Lightning Point truer med at ændre på det. Brandon er fascineret af den mystiske nye pige og hendes imponerende surf-færdigheder, og hans kæreste Madison har en stor modvilje mod Zoey. Brandon er adopteret af Benedict-familien, efter at hans forældre døde i en bådulykke, da han var barn. Brandon driller sin bror Luca for at tro på ufoer og rumvæsner - han spilles af Andrew James Morley.

### Luca Benedict
Luca er lidt af en outsider i Lightning Point. Han surfer ikke, og han besat af tanken om liv uden for Jorden, hvilket får Brandon og hans kammerater til at drille ham. Amber er den eneste person, der virkelig forstår Luca; de har været bedste venner og naboer, siden de var små. Da Zoey og Kiki ankommer, finder Luca tegn på aktivitet fra rummet og bliver fast besluttet på at undersøge det nærmere. Som Luca og Kikis forhold udvikler sig i en mere romantisk retning, bliver Luca mere og mere overbevist om tilstedeværelsen af fremmede væsner. Han spilles af Kenji Fitzgerald.

### Madison
Madison anser sig selv for at være den hotteste pige i Lightning Point, så hun er ikke begejstret, da de to smukke surfere Kiki og Zoey dukker op på hendes hjemmebane. Madison er vant til at få, hvad hun vil, og hun vil ikke lade nogen true sin plads i det sociale hierarki. Da Madison opfatter romantiske gnister mellem hendes kæreste, Brandon, og Zoey, forsøger hun at sætte Zoey i dårligt lys. Hun spilles af Paige Houden.

### Faste bifigurer
- Olivia Mitchell (spillet af Simone Bennett-Smith): politibetjent og Ambers mor.
- Liam (spillet af Reece Milne): Brandons ven og ikke ven med Amber, Kiki og Zoey.
- Gina (spillet af Da Yen Zheng): er Madisons bedste ven.
- Mia (spillet af Lia Fisher): ejer af den lokale diner.
- Josh (spillet af Erin Mullally): en dreng, som Amber er varm på. Han har en lillebror ved navn Sean.
- Mr. Phillips (spillet af Anthony Standish): gymnasielærer.
- Piper the Dog (spillet af Java): politihund og Ambers kæledyr.
- Bandit Horse (spillet af Elmo): Lucas hest, som Kiki bliver glad for ham.